# (73078) 2002 GR8
(73078) 2002 GR8 – planetoida z pasa głównego asteroid okrążająca Słońce w ciągu 4,53 lat w średniej odległości 2,74 j.a. Odkryta 4 kwietnia 2002 roku.